# おとぎストーリー 天使のしっぽのディスコグラフィ
『おとぎストーリー 天使のしっぽのディスコグラフィ』では、テレビアニメ『おとぎストーリー 天使のしっぽ』の関連CDについて記述する。発売元はランティス。

## 主題歌

### 天使のしっぽ/One Drop
「天使のしっぽ/One Drop」（てんしのしっぽ/ワン ドロップ）は、テレビアニメ『おとぎストーリー 天使のしっぽ』の主題歌を収録したシングル。2001年10月30日にランティスから発売された。
「天使のしっぽ」は同アニメで12人の守護天使たちを演じている、田中理恵、野川さくら、仁後真耶子、氷上恭子、ゆかな、川澄綾子、千葉紗子、小林晃子、大沢千秋、平野綾、長谷川静香、清水芽衣からなるユニットP.E.T.S.が歌うオープニングテーマ、「One Drop」はその中の一人であるインコのツバサ役の野川さくらが歌うエンディングテーマとなっており、作曲の伊藤真澄がアルバム『花の音』においてセルフカバー（キーは原曲と違い、アニメ内のBGMに同じ）する。
CDジャケットには、12人の守護天使たちが描かれている。
収録曲
1. 天使のしっぽ [3:31]
歌：P.E.T.S.[メンバー 1]
作詞：六月十三 / 作曲：宮島律子 / 編曲：須藤賢一
  - テレビアニメ『おとぎストーリー 天使のしっぽ』オープニングテーマ
2. One Drop [4:06]
歌：野川さくら
作詞：谷口正明 / 作曲・編曲：伊藤真澄
  - テレビアニメ『おとぎストーリー 天使のしっぽ』エンディングテーマ
3. 天使のしっぽ（カラオケ）
4. One Drop（カラオケ）

#### 収録作品
| 曲名                                                       | 収録                                                                        |
| ---------------------------------------------------------- | --------------------------------------------------------------------------- |
| 天使のしっぽ （TV size 中学生ver.）                        | 天使のうたごえ vol.1                                                        |
| One Drop（TV size）                                        | 天使のうたごえ vol.1                                                        |
| 天使のしっぽ （TV size 小学生ver.） （TV size 高学生ver.） | 天使のうたごえ vol.2                                                        |
| 天使のしっぽ                                               | 天使といつまでも。                                                          |
| One Drop                                                   | 天使といつまでも。                                                          |
| 天使のしっぽ                                               | ナニコレ。萌（なつかしい にんきの これくしょん） 〜girls unit compilation〜 |

### 優しい愛の羽
収録曲
全作詞 - 畑亜貴 / 全作曲・全編曲 - 伊藤真澄
1. 優しい愛の羽
  - テレビアニメ『天使のしっぽChu!』オープニングテーマ
2. ねむねむ天使
  - テレビアニメ『天使のしっぽChu!』エンディングテーマ
3. Love Wing
4. Sleepy angel
5. 優しい愛の羽（off vocal）
6. ねむねむ天使（off vocal）

## キャラクターシングル
アニメの放送開始に先立って2001年9月29日に発売された『天使のピクニック』に続き、同年10月30日から2002年1月26日にかけて全4タイトルが発売された。キャラクターソングとそのカラオケに加え、前・後編2部のオーディオドラマ（『天使のピクニック』はモノローグ「ようこそおとぎの世界へ」（守護天使全員によるものと各個人のものの計13編））が収録されている。

### 天使のピクニック
表題曲はイギリスの童謡『ピクニック』をモチーフにしている。CDジャケットには、守護天使たちと主人公の睦悟郎がピクニックを楽しんでいる様子が描かれている。
収録曲 ※トラック2・15を除きモノローグ。
1. ようこそおとぎの世界へ [2:41]
2. 天使のピクニック [3:31]
作詞：六月十三 / 作曲：イギリス民謡 / 編曲：須藤賢一
3. キンギョのラン（田中理恵） [2:19]
4. ヘビのユキ（氷上恭子） [1:41]
5. ハムスターのクルミ（仁後真耶子） [1:30]
6. インコのツバサ（野川さくら） [1:56]
7. イヌのナナ（長谷川静香） [1:28]
8. カメのアユミ（川澄綾子） [1:57]
9. ウサギのミカ（ゆかな） [2:05]
10. カエルのルル（清水芽衣） [1:31]
11. ネコのタマミ（大沢千秋） [1:39]
12. タヌキのミドリ（小林晃子） [1:32]
13. サルのモモ（平野綾） [1:31]
14. キツネのアカネ（千葉紗子） [1:45]
15. 天使のピクニック（カラオケ）

### 守護天使・小学生チーム
2001年10月30日に主題歌『天使のしっぽ/One Drop』と同時発売。
収録曲
1. 天使のしっぽ ラジオ体操〜ココロ体操［第一］〜 [4:56]
作詞：六月十三 / 作曲：宮島律子 / 編曲：須藤賢一
2. 天使のしっぽCDドラマ・小学生編「BOO!BOO!BOO!」前編 [7:37]
3. 天使のしっぽCDドラマ・小学生編「BOO!BOO!BOO!」後編 [7:10]
4. 天使のしっぽ ラジオ体操〜ココロ体操［第一］〜（カラオケ）

### 守護天使・中学生トリオ
2001年11月29日に『天使との出会い〜そして別れ』と同時発売。
収録曲
1. 天使の夢・かなえてください [3:53]
作詞：六月十三・宮島律子 / 作曲：宮島律子 / 編曲：須藤賢一
2. 天使のしっぽCDドラマ・中学生編「毎日が記念日」前編 [6:26]
3. 天使のしっぽCDドラマ・中学生編「毎日が記念日」後編 [7:34]
4. 天使の夢・かなえてください（カラオケ）

### 守護天使・高校生トリオ
2001年11月29日に『天使の夢・かなえてください』と同時発売。
収録曲
1. 天使との出会い〜そして別れ [5:00]
作詞：六月十三・M Rie / 作曲：M Rie / 編曲：須藤賢一
2. 天使のしっぽCDドラマ・高校生編「夢で逢えたら」前編 [7:22]
3. 天使のしっぽCDドラマ・高校生編「夢で逢えたら」後編 [6:25]
4. 天使との出会い〜そして別れ（カラオケ）

### 四聖獣
各キャラクターのボイスコレクションも収録されている。
収録曲 ※5 - 8はボイスコレクション
1. 愛という名の嵐 [3:27]
作詞：暮須華里依 / 作曲：羽場仁志 / 編曲：松尾洋一
2. 天使のしっぽCDドラマ・四聖獣編「ケダモノたちのあつい夜」前編 [9:46]
3. 天使のしっぽCDドラマ・四聖獣編「ケダモノたちのあつい夜」後編 [5:43]
4. 愛という名の嵐（カラオケ）
5. 青龍のゴウの巻（森川智之） [1:45]
6. 玄武のシンの巻（櫻井孝宏） [1:49]
7. 朱雀のレイの巻（宮田幸季） [1:43]
8. 白虎のガイの巻（吉野裕行） [1:41]

## 天使のうたごえ
2001年12月29日にvol.1、2002年1月26日にvol.2が発売された。テレビアニメ本編のBGMとTVサイズの主題歌（vol.1はオープニングテーマの中学生バージョンとエンディングテーマ、vol.2はオープニングテーマの小学生バージョンと高校生バージョン）、守護天使たちのソロキャラクターソング各6曲を収録。さらにvol.1には伊藤真澄による挿入歌「愛の星」も収録されている。音楽は平岩嘉信が担当している。

### vol.1
2001年12月29日発売。キャラクターソングはキンギョのラン（田中理恵）、インコのツバサ（野川さくら）、ハムスターのクルミ（仁後真耶子）、ネコのタマミ（大沢千秋）、ウサギのミカ（ゆかな）、イヌのナナ（長谷川静香）。
収録曲
1. 天使のしっぽ（TV size-中学生ver.） [1:23]
歌：P.E.T.S.
作詞：六月十三 / 作曲：宮島律子 / 編曲：須藤賢一
  - オープニングテーマ

2. Siesta〜まどろみの午後〜 [3:04]
歌：キンギョのラン（田中理恵）
作詞：尾崎雪絵 / 作曲・編曲：伊藤真澄
3. お守りします!? [2:35]
4. の〜んびり、なある日 [2:28]
5. Tears〜大人へのステップ〜 [2:33]
歌：インコのツバサ（野川さくら）
作詞：尾崎雪絵 / 作曲・編曲：伊藤真澄
6. ご主人様〜! [1:50]
7. 統べし者 [2:35]
8. Candy〜しあわせの夢まくら〜 [1:51]
歌：ハムスターのクルミ（仁後真耶子）
作詞：尾崎雪絵 / 作曲・編曲：伊藤真澄
9. 謎の占い師 [2:43]
10. 想い出の日々 [1:42]

1. Adolescence〜背伸びな子ネコ〜 [2:40]

1. 歌：ネコのタマミ（大沢千秋）
作詞：幸倉久子 / 作曲・編曲：伊藤真澄
2. 忍びよる影 [2:59]
3. 彼方よりの使者 [3:23]
4. Love〜あまいぬくもり〜 [2:04]
歌：ウサギのミカ（ゆかな）
作詞：尾崎雪絵 / 作曲・編曲：伊藤真澄
5. きんちょーだお [2:36]
6. 祈り [2:38]
7. With〜ナナの散歩道〜 [2:01]
歌：イヌのナナ（長谷川静香）
作詞：幸倉久子 / 作曲・編曲：伊藤真澄
8. たいへ〜ん!? [0:22]
9. 愛の星 [2:28]
歌：伊藤真澄
作詞：谷口正明、作曲・編曲：伊藤真澄
  - 挿入歌

10. 電話だよ〜 [1:20]
11. 守護天使登場! [1:10]
12. 優しさに・・・ [2:40]
13. 大切な時間 [2:06]
14. いっしょにいたいの [1:47]
15. 追憶のメロディー [2:22]
16. こころの中 [1:05]
17. 絆 [2:29]
18. 天使たちの哀しみ [2:14]
19. 大丈夫ですわ [1:05]
20. まったね〜! [0:20]
21. One Drop（TV size） [1:08]
歌：野川さくら
作詞：谷口正明、作曲・編曲：伊藤真澄
  - エンディングテーマ

### vol.2
2002年1月26日発売。キャラクターソングはキツネのアカネ（千葉紗子）、カメのアユミ（川澄綾子）、ヘビのユキ（氷上恭子）、カエルのルル（清水芽衣）、サルのモモ（平野綾）、タヌキのミドリ（小林晃子）。
収録曲
1. 天使のしっぽ（TV size-小学生ver.） [1:23]
2. Destiny〜孤独な天使〜 [2:40]
歌：キツネのアカネ（千葉紗子）
作詞：暮須華里依 / 作曲・編曲：伊藤真澄
3. 来襲 [2:41]
4. 青龍 [3:00]
5. Breeze〜めざめのとき〜 [2:12]
歌：カメのアユミ（川澄綾子）
作詞：尾崎雪絵 / 作曲・編曲：伊藤真澄
6. 黒き太陽 [4:29]
7. 玄武 [3:29]
8. Wing〜かけがえのない絆〜 [1:51]
歌：ヘビのユキ（氷上恭子）
作詞：尾崎雪絵 / 作曲・編曲：伊藤真澄
9. 宿命の闘い [2:59]
10. 朱雀 [3:28]
11. Dream〜私は「れでぃ」〜 [2:09]
歌：カエルのルル（清水芽衣）
作詞：里見秋人 / 作曲・編曲：伊藤真澄
12. 傷だらけの天使たち [2:41]
13. 白虎 [3:40]
14. Step〜明日への一歩〜 [2:56]
歌：サルのモモ（平野綾）
作詞：幸倉久子 / 作曲・編曲：伊藤真澄
15. 刻まれた封印 [3:52]
16. ある日の別れ [2:09]
17. Nostalgia〜あの日の想い出〜 [2:39]
歌：タヌキのミドリ（小林晃子）
作詞：里見秋人 / 作曲・編曲：伊藤真澄
18. 古えの記憶 [3:50]
19. すべてが今・・・ [1:12]
20. 天使のしっぽ（TV size-高校生ver.） [1:23]
21. よかった2 [1:10]
22. 永き時を [2:18]
23. 聖者 [1:48]
24. めいどの世界 [4:46]
25. メロディーは永遠に・・・・・・ [4:05]

## 天使といつまでも。
第1期主題歌2曲と挿入歌「愛の星」、キャラクターソング（「天使のピクニック」、「キャラクターシングル」「天使のうたごえ vol.1、2」各収録曲の計17曲）に加え、菅沼久義が演じる睦悟郎の新規キャラクターソングが収録。CDジャケットには、キンギョのラン、インコのツバサ、ハムスターのクルミ、サルのモモ、イヌのナナ、カエルのルルが描かれている。
収録曲
1. 天使のしっぽ [3:30]
歌：P.E.T.S.
作詞：六月十三 / 作曲：宮島律子 / 編曲：須藤賢一
  - オープニングテーマ

2. 天使のピクニック [3:31]
歌：P.E.T.S.
作詞：六月十三 / 曲：イギリス民謡 / 編曲：須藤賢一
3. 愛の星 [2:27]
歌：伊藤真澄
作詞：谷口正明 / 作曲・編曲：伊藤真澄
  - 挿入歌

4. 天使のしっぽ ラジオ体操〜ココロ体操［第一］〜 [4:24]
歌：守護天使・小学生チーム
作詞：六月十三 / 作曲：宮島律子 / 編曲：須藤賢一
5. Step〜明日への一歩〜 [2:57]
歌：サルのモモ（平野綾）
作詞：幸倉久子 / 作曲・編曲：伊藤真澄
6. Destiny〜孤独な天使〜 [2:40]
歌：キツネのアカネ（千葉紗子）
作詞：暮須華里依 / 作曲・編曲：伊藤真澄
7. Nostalgia〜あの日の想い出〜 [2:38]
歌：タヌキのミドリ（小林晃子）
作詞：里見秋人 / 作曲・編曲：伊藤真澄
8. Adolescence〜背伸びな子ネコ〜 [2:40]
歌：ネコのタマミ（大沢千秋）
作詞：幸倉久子 / 作曲・編曲：伊藤真澄
9. Dream〜私は「れでぃ」〜 [2:09]
歌：カエルのルル（清水芽衣）
作詞：里見秋人 / 作曲・編曲：伊藤真澄
10. With〜ナナの散歩道〜 [2:01]
歌：イヌのナナ（長谷川静香）
作詞：幸倉久子 / 作曲・編曲：伊藤真澄
11. 天使の夢・かなえてください [3:54]
歌：守護天使・中学生トリオ
作詞：六月十三・宮島律子 / 作曲：宮島律子 / 編曲：須藤賢一
12. Siesta〜まどろみの午後〜 [3:04]
歌：キンギョのラン（田中理恵）
作詞：尾崎雪絵 / 作曲・編曲：伊藤真澄
13. Tears〜大人へのステップ〜 [2:33]
歌：インコのツバサ（野川さくら）
作詞：尾崎雪絵 / 作曲・編曲：伊藤真澄
14. Candy〜しあわせの夢まくら〜 [1:50]
歌：ハムスターのクルミ（仁後真耶子）
作詞：尾崎雪絵 / 作曲・編曲：伊藤真澄
15. 愛という名の嵐 [3:27]
歌：四聖獣
作詞：暮須華里依 / 作曲：羽場仁志 / 編曲：松尾洋一
16. 天使との出会い〜そして別れ [5:00]
歌：守護天使・高校生トリオ
作詞：六月十三・M Rie / 作曲：M Rie / 編曲：須藤賢一
17. Breeze〜めざめのとき〜 [2:12]
歌：カメのアユミ（川澄綾子）
作詞：尾崎雪絵 / 作曲・編曲：伊藤真澄
18. Wing〜かけがえのない絆〜 [1:51]
歌：ヘビのユキ（氷上恭子）
作詞：尾崎雪絵 / 作曲・編曲：伊藤真澄
19. Love〜あまいぬくもり〜 [2:04]
歌：ウサギのミカ（ゆかな）
作詞：尾崎雪絵 / 作曲・編曲：伊藤真澄
20. One Drop [4:06]
歌：野川さくら
作詞：谷口正明 / 作曲・編曲：伊藤真澄
  - エンディングテーマ

21. 天使といつまでも [3:42] ※新曲
歌：睦悟郎（菅沼久義）
作詞：六月十三 / 作曲：五月十五 / 編曲：河野陽吾

### ユニットメンバー
1. 1 2 3 4 5 6 7  田中理恵、野川さくら、仁後真耶子、氷上恭子、ゆかな、川澄綾子、千葉紗子、小林晃子、大沢千秋、平野綾、長谷川静香、清水芽衣
2. 1 2 3  千葉紗子、小林晃子、大沢千秋、平野綾、長谷川静香、清水芽衣
3. 1 2 3  田中理恵、野川さくら、仁後真耶子
4. 1 2 3  ゆかな、氷上恭子、川澄綾子
5. 1 2 3  青龍のゴウ（森川智之）、玄武のシン（櫻井孝宏）、朱雀のレイ（宮田幸季）、白虎のガイ（吉野裕行）